# Bundesanstalt für Straßen- und Verkehrswesen
Die Bundesanstalt für Straßen- und Verkehrswesen (BASt) ist ein technisch-wissenschaftliches Forschungsinstitut des Bundesministeriums für Verkehr (BMV) mit Sitz im Stadtteil Frankenforst von Bergisch Gladbach. Rund 400 Mitarbeiter sind dort beschäftigt.

## Aufgaben
Das Aufgabenspektrum im Umfeld des Straßenwesens reichen von der Beantwortung kurzfristiger Anfragen bis hin zur Koordinierung und Durchführung mehrjähriger Forschungsprojekte. Ein Schwerpunkt der Aufgaben ist die Mitwirkung an der Ausarbeitung von Vorschriften und Normen auf allen Gebieten des Straßenwesens.
Die BASt arbeitet mit verschiedenen Partnern zusammen, unter anderem mit der Forschungsgesellschaft für Straßen- und Verkehrswesen, Hochschulen, dem Deutschen Institut für Normung, dem Deutschen Institut für Bautechnik, dem Deutschen Verkehrssicherheitsrat, den für Straßenbau und Straßenverkehr zuständigen Behörden der Länder, Verbänden und der einschlägigen Industrie.
Weiterhin berät die BASt das BMV sowie die Straßenbauverwaltungen der Länder, die im Auftrag des Bundes die Bundesstraßen verwalten.
Im Auftrag des BMV verwaltet die BASt außerdem eine internationale Datenbank über Straßen und Verkehrsunfälle (IRTAD), die Fachbehörden und in Teilbereichen öffentlich über Internet zugänglich ist; auf nationaler Ebene führt sie das Projekt GIDAS durch.
Seit der Liberalisierung der Medizinisch-Psychologischen Untersuchung (MPU) im Jahr 1999 führt die BASt auch die Begutachtung der Träger von Begutachtungsstellen für Fahreignung durch.
Von der BASt werden auch die Träger von Kursen zur Wiederherstellung der Kraftfahreignung und die Technischen Prüfstellen (Bereich Fahrerlaubnisprüfung) hinsichtlich der Erfüllung der für sie gestellten fachlichen Anforderungen begutachtet.
Die BASt projektiert und entwirft alle Prototypen für Verkehrszeichen, die im deutschen Straßenraum Verwendung finden.
Seit September 2013 und dem Start des Probebetriebs der Markttransparenzstelle für Kraftstoffe liefern mehr als 13.000 von rund 14.500 Tankstellen in Deutschland in kurzen Zeitabständen ihre Preisdaten an den Mobilitäts-Daten-Marktplatz der BASt, die in unveränderter Form von Verbraucherportalen genutzt werden können.
Die BASt ist international vernetzt. Sie hat Kooperationsvereinbarungen mit 13 Partnerinstitutionen aus 9 Ländern.
Am 1. Februar 2025 wurde die BASt von der „Bundesanstalt für Straßenwesen“ zur „Bundesanstalt für Straßen- und Verkehrswesen“ umbenannt. Der neue Name wird dem über die Jahre gewachsenen Aufgabenspektrum auch in der Verkehrsforschung gerecht.

## Ziele und Forschungslinien

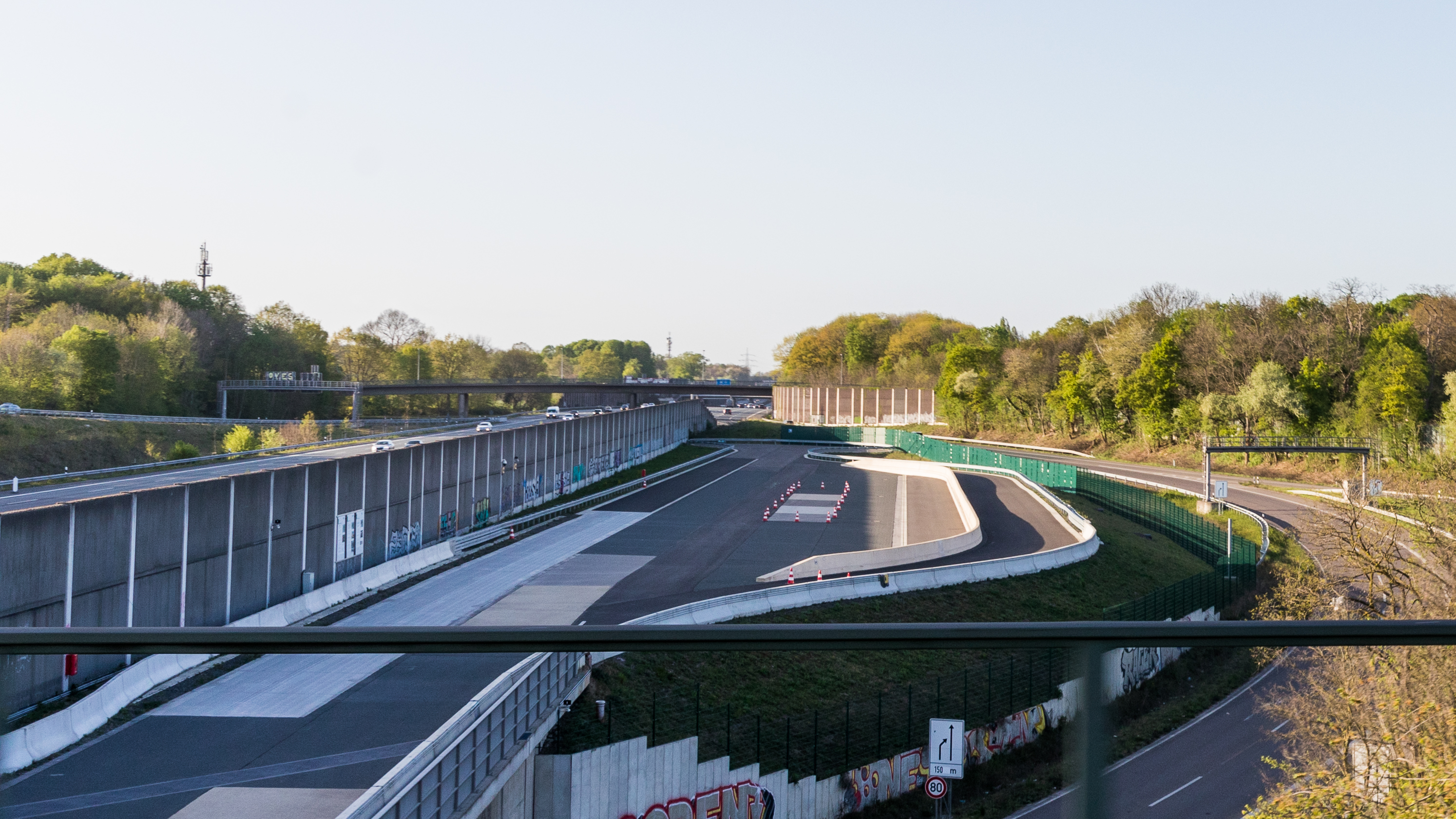
Nördlicher Teil des Testgeländes „duraBASt“ im Autobahnkreuz Köln-Ost

Die Forschungsarbeit orientiert sich an festgelegten Forschungszielen und -linien:

### Forschungsziele
- Verbesserung und Steigerung der Effizienz beim Bau und der Erhaltung sowie Verbesserung der Verlässlichkeit der Straßeninfrastruktur
- Verbesserung der Leistungsfähigkeit des Verkehrssystems Straße
- Verbesserung der Verkehrssicherheit
- Verbesserung der Umweltverträglichkeit von Straßenbau und Straßenverkehr
- Stärkung der Widerstandsfähigkeit des Verkehrssystems Straße (Resilienz)
- Stärkung des technologischen Fortschritts im Straßenwesen

### Forschungslinien
- Zuverlässigkeit der Straßeninfrastruktur
- Zukunftsfähige Straßeninfrastruktur
- Verbesserung der Widerstandsfähigkeit (Resilienz) des Straßenverkehrs
- Sicherstellung der Verfügbarkeit
- Ganzheitliche Betrachtung der Fahrbahnoberflächeneigenschaften
- Substanzerfassung und -bewertung
- Ressourcenschonender und umweltverträglicher Straßenbau
- Innovationen im Straßenbau
- Fahrzeugautomatisierung
- Vernetzte Mobilität
- Elektromobilität
- Steigendes Güterverkehrsaufkommen – Maßnahmen für eine zukunftsfähige Straßeninfrastruktur
- Verkehr und Umweltschutz
- Erhaltung und Optimierung der Leistungsfähigkeit
- Entwurf und Ausstattung sicherer Straßen
- Verbesserung der Fahrzeugsicherheit
- Gesellschaftlicher Wandel und Verhalten im Verkehr
- Verhaltensänderung von Verkehrsteilnehmern
- Sicherheit von Fußgängern, Radfahrern und physisch schwächeren Verkehrsteilnehmern